# Faheyite
La faheyite è un minerale.